# The Poster Boy
A The Poster Boy egy indierock-együttes Magyarországról. 

## Története
2011-ben alakultak meg Budapesten. Pályafutásuk alatt négy nagylemezt jelentettek meg. A zenekart Poniklo Imre, Noel R. Mayer, Fülöp Bence (őt később Fehér Zoltán váltotta le) és Michael Zwecker alkotják. A tagok már játszottak több egyéb magyar együttesben: Imre az Amber Smithből jött át ide, Noel R. Mayer a The Walrus zenekarból származott, Michael Zwecker pedig a Kispál és a Borz sorait erősítette. A zenekar tulajdonképpen supergroupnak számít. 2014-ben Fonogram-díjat is nyertek.

## Diszkográfia
- Things We Had Time For (2012)
- Melody (2012 – gyakorlatilag a Things We Had.....kibővített, Német- és Spanyolországban megjelent verziója)
- Bonjour, C'est Pop Deux (2012)
- On the Count of Three (2017)
- Hooks (2023)